# 羅曼菲
羅曼菲（1955年9月16日—2006年3月24日），台灣舞蹈家，宜蘭縣人。曾受林懷民之邀加入雲門舞集，以及出任雲門2創團藝術總監。1985年獲得美國紐約大學（New York University）舞蹈碩士，隨後在國立藝術學院舞蹈系任教，推動七年一貫制舞蹈教育體制，培育許多臺灣重要舞蹈人才，並致力於國際舞蹈交流，獲1999年第22屆吳三連藝術獎以及2000年國家文藝獎肯定。
2001年羅曼菲被診斷出肺腺癌，於2006年3月24日辭世。宜蘭縣政府為了緬懷這位重要的舞蹈貢獻者將3月24日訂為「羅曼菲紀念日」。2021年9月16日，在 Google 以首頁 Google Doodle 設計慶祝「總是全力以赴」的羅曼菲 66 歲冥誕。

## 生平
1955年9月16日羅曼菲在臺大醫院出生後四個月，全家便移居宜蘭。從 5 歲開始由母親接送前往陳玉菁主持的舞蹈教室學習舞蹈。1973年臺灣省立蘭陽女子高級中學畢業後進入國立臺灣大學外國語文學系就讀。大學一年級時透過學長姐的介紹下，開始向劉鳳學學習舞蹈，並且參與《秋江》、《洛神》的演出。大學三年級選修楊牧《莎士比亞》課程，在楊牧鼓勵下，前往「雲門舞集」上課。1977 自臺大畢業後，隨著家人移民至美國紐約，並前往瑪莎．葛蘭姆及艾文．艾力舞團的舞蹈學校，持續學習現代舞。
1979至1982年間，羅曼菲曾短暫加入雲門舞集，並隨者舞團在世界各地巡迴演出，隨後二度回紐約大學攻讀碩士及美國天普大學進修博士學位，學習舞蹈教育推廣，進修期間也參與紐約當地的演出。碩士畢業期間曾回台任教於國立藝術學院以及左營高中舞蹈班，1990 年羅曼菲再度回到臺灣接任國立藝術學院舞蹈系系主任以及研究所所長的工作。除了為人所知的舞蹈演出，學校職務也讓羅曼菲在舞蹈教育推廣的層面有所實踐。

## 舞蹈生涯

### 舞蹈演出與創作生涯
羅曼菲在大學時期向劉鳳學習舞，並且參加新古典舞團創團公演演出擔任《洛神》主要舞者。赴美進修期間於美國瑪莎·葛蘭姆舞團、艾文·艾利舞團及荷西·李蒙（jose limon）舞團習舞、參與百老匯演出《國王與我》，並於美國巡演。1979年加入雲門舞集後隨著舞團在世界各地演出，演出的作品包含《薪傳》、《白蛇傳》、《輓歌》等。 其中作品《輓歌》在1989年7月4日於台北市立社教館（今台北城市舞台）首演，原舞作名稱為《今天是一九八九年六月八日下午四時……》，是編舞家林懷民為羅曼菲量身打造，哀悼六四事件的舞蹈作品。羅曼菲在《輓歌》中以優雅有力的姿態，呈現長達10分鐘連續旋轉的高難度舞蹈動作，不僅震撼世人，獲得廣大讚賞。此外，她也曾受邀到香港城市當代舞蹈團演出李海寧作品《女人心事》。
創作方面，1982年在雲門分發表第一支編舞作品《兩人之間》，以及在1994年於雲門第一代舞者吳素君、鄭淑姬、葉台竹等共同創立「台北越界舞團」，陸續編作《心之安放》、《蘆葦地帶》、《胭脂扣》等作品。

### 培植臺灣舞蹈教育
羅曼菲在1985年獲得美國紐約大學（New York University）舞蹈碩士學位後，進入國立藝術學院（今國立台北藝術大學）舞蹈系任教4年，隨後再度赴美進修兩年。1991年重新回到國立藝術學院任教，並在隔年獲聘為系主任，後來亦擔任研究所所長。在國立藝術學院服務期間，設立臺灣第一所舞蹈研究所並推動七年一貫舞蹈教育體制。
除了在學校培育舞蹈人才養成，羅曼菲也積極參與國際舞蹈交流活動，例如：1992年爭取「國立舞蹈藝術學院藝術節」在臺北舉辦。在舞蹈系系主任任內她也創辦「亞洲青年編舞家編舞營」，邀請亞洲地區具備潛力的青年編舞家一起進行工作坊以及創作活動。1999年，羅曼菲受林懷民之邀出任雲門舞集2創團藝術總監，不僅是舞蹈推廣工作，也提供年輕編舞家與專業舞者專業的展演平台，發掘、培養新一代舞蹈家如：伍國柱、布拉瑞揚、黃翊、鄭宗龍、何曉玫等。

## 獲獎
- 1999年，獲頒第 22 屆吳三連獎。[12]
- 2000年，獲頒第 4 屆國家文藝獎。[13]

## 過世
羅曼菲於2001年被檢測出罹患肺腺癌已至第3期，病情一度獲得控制，但在2006年3月24日清晨四時病逝於台北市的和信醫院，享年51歲。

## 傳記
- 《羅曼菲－紅塵舞者》作者徐開塵聯合文學出版2002年

## 紀念
- 為紀念羅曼菲，雕塑家林健成製作羅曼菲青銅雕像「旋的冥想」，是其著名的《輓歌》獨舞舞姿（該舞是林懷民為她編作的獨舞），共有兩尊，一尊位於宜蘭縣政府文化局宜蘭演藝廳，另一尊則位於淡水雲門劇場的荷花池中。

- 台灣電影導演陳懷恩的紀錄片作品《曼菲》入選2017年第19屆台北電影節閉幕片，並於6月29日世界首映，2017年9月15日正式上映。片中包含許多舞蹈人、朋友以及學生們對羅曼菲的思念。[15]

- 2021年9月16日，Google以首頁塗鴉紀念羅曼菲66歲冥誕[16]。

## 影視作品
- 飛俠阿達(1994) 飾演 紅蓮會 宋小姐。[17]

## 外部連結
- 雲門2
- 杜文靖，〈舞蹈藝術造夢者〉
- 許芳菊，〈與身體美麗對話－羅曼菲〉，《康健雜誌》
- 洪震宇，《羅曼菲的開心派對 （页面存档备份，存于）》，《康健雜誌》
- 簡文香，《羅曼菲與死神共舞》，《時報周刊》
- 李玉玲，《羅曼菲尋夢姊姊唱崑曲》，《聯合報》
- 黃麗珍，《重回蘆葦地帶，學會自在割捨──羅曼菲談舞》，《新觀念》
- 羅曼菲，《浩然藝文講座》，《浩然藝文數位博物館》
- 潘儀君，《人生是個大Party》，《潘儀君的生活誌》
- 藍祖蔚，《上帝的笑容》，《電影·藍祖蔚》
- 賴廷恆，《羅曼菲在隔壁房間沈睡》，《時報周刊》vol.1467
- 楊澤，《現代舞的家庭傳奇 回憶羅曼菲與伍國柱》，《中國時報》20060501
- 羅曼菲在互联网电影资料库（IMDb）上的資料（英文）（英文）